# Not even wrong
"Not even wrong" (nghĩa: "thậm chí không sai") là một cụm từ tiếng Anh thường được dùng để mô tả giả khoa học hoặc khoa học tồi. Nó mô tả một lập luận hoặc giải thích có mục đích là khoa học nhưng dựa trên suy luận sai lầm hoặc tiền đề suy đoán không thể chứng minh được là đúng và cũng không thể chứng minh được là sai (không có khả năng phản nghiệm) và do đó không thể được thảo luận theo một nghĩa chặt chẽ và khoa học. Đối với một cuộc thảo luận có ý nghĩa về việc một tuyên bố nhất định là đúng hay sai, tuyên bố đó phải thỏa mãn tiêu chí về khả năng phản nghiệm, khả năng vốn có để tuyên bố đó được kiểm tra và có thể bị phát hiện ra là sai. Theo nghĩa này, cụm từ "not even wrong" đồng nghĩa với "không thể phản nghiệm".
Cụm từ này thường được gán cho nhà vật lý lý thuyết Wolfgang Pauli, người nổi tiếng với những phản đối đầy màu sắc về suy nghĩ không chính xác hoặc bất cẩn. Rudolf Peierls ghi lại một ví dụ trong đó "một người bạn cho Pauli xem tờ báo của một nhà vật lý trẻ mà anh ta nghi ngờ không có giá trị lớn nhưng anh ta muốn biết quan điểm của Pauli. Pauli buồn bã nhận xét, "Nó thậm chí không sai". Điều này cũng thường được trích dẫn là "Điều đó không chỉ không đúng mà còn không sai", hoặc trong tiếng Đức bản địa của Pauli, "Das ist nicht nur nicht richtig; es ist nicht einmal falsch!" Peierls nhận xét rằng có khá nhiều câu chuyện ngụy tạo kiểu này đã được lưu truyền và đề cập rằng ông chỉ liệt kê những câu chuyện do chính ông xác nhận. Ông cũng trích dẫn một ví dụ khác khi Pauli trả lời Lev Landau, "Những gì bạn nói làm người ta bối rối đến mức không thể biết nó có vô nghĩa hay không."